# アクラネース

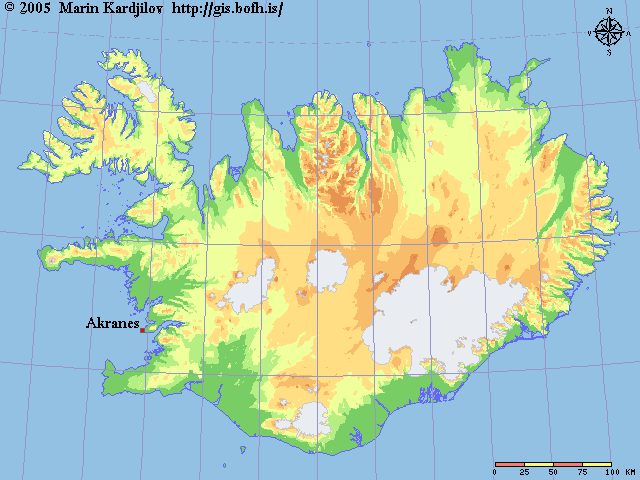
アクラネースの位置

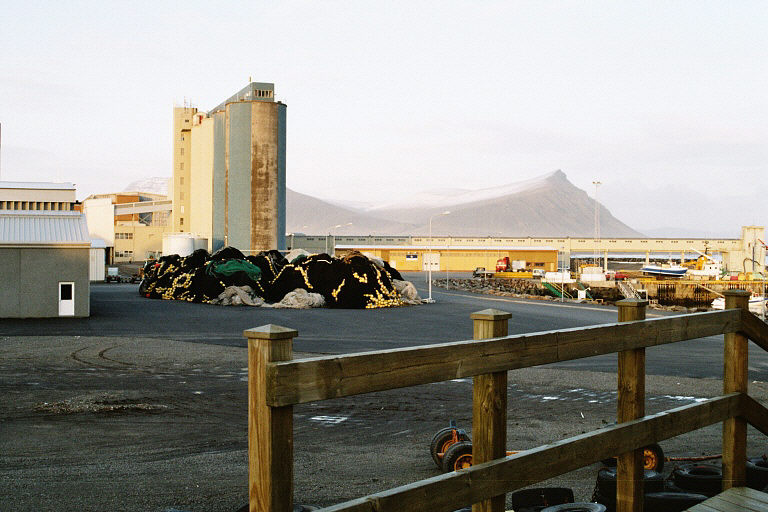
アクラネースの港

アクラネース（Akranes）は、アイスランド西岸の町。人口は7,997人（2023年推計値）。19世紀に町は漁村として起こり、1942年に正式に設立されると多くの人がアクラネースに移住した。
また、市南部のフヴァル湾の入口に、アイスランド唯一の海底トンネル（有料道路）がある。これは、国道1号線 (アイスランド)の一部である。延長は5,762mであり、レイキャヴィークまでの道のりは、湾を回り込む旧道と比べて1時間以上の大幅な短縮が実現された。